# Ardian Klosi

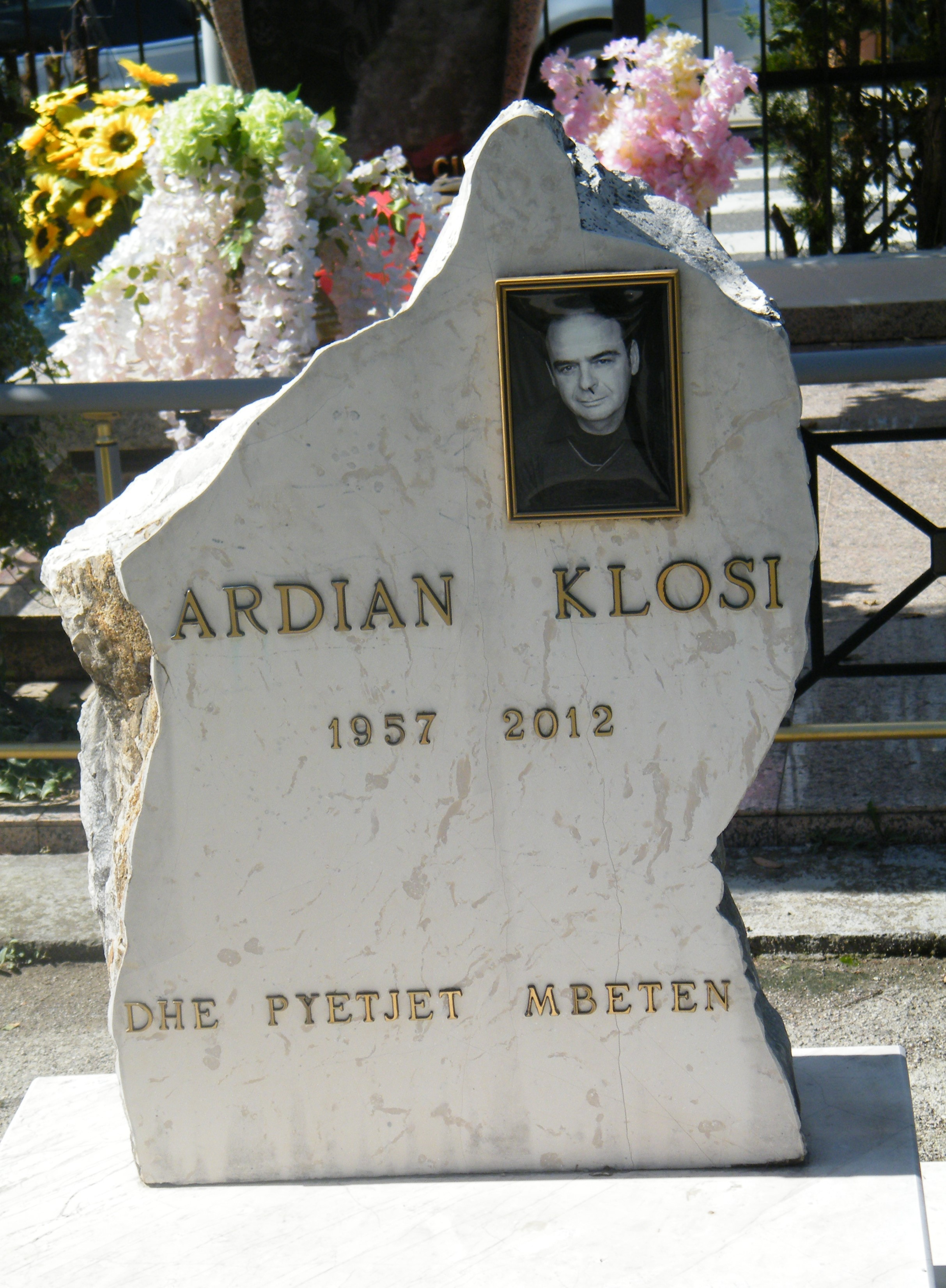
Das Grab von Ardian Klosi, Sharre Friedhof (Tirana)

 Ardian Klosi (* 9. Juli 1957 in Tirana; † 26. April 2012 ebenda) war ein albanischer Publizist, Übersetzer, Albanologe und Sozialaktivist.

## Biographie
Klosi wurde 1957 in eine zur kommunistischen Nomenklatura gehörende Familie geboren und war der Sohn des langjährigen Justizministers Bilbil Klosi (1915–1978) und dessen Ehefrau Jolanda Xhuvani (1922–2011), deren Vater Aleksandër Xhuvani (1880–1961) unter anderem 1921 kurzzeitig Bildungsminister sowie zwischen 1946 und dessen Tod 1961 ebenfalls Abgeordneter der Volksversammlung war. Er selbst machte 1981 einen Universitätsabschluss in Sprache und Literatur an der Universität Tirana mit einer Arbeit über William Makepeace Thackeray und Charles Dickens. Anschließend arbeitete er als Lektor und Übersetzer beim Verlag Naim Frashëri in Tirana. In den Jahren 1986 bis 1990 studierte er Germanistik an der Universität Innsbruck, wo er im Jahr 1990 mit einem Werk mit dem Titel Mythologie am Werk: Kazantzakis, Andrić, Kadare den Doktortitel erlangte.
Klosi zählte zu den intellektuellen Führern der demokratischen Bewegung in den Jahren 1990 und 1991 in Albanien. Während der ersten fünf Jahre des Postkommunismus lebte Klosi in München, wo er die Fotografin Jutta Benzenberg kennenlernte und heiratete. Das Paar bekam zwei Töchter. In Deutschland war Klosi als Albanischlehrer und Übersetzer tätig. Nach seiner Rückkehr aus Deutschland war er von Juli 1998 bis März 1999 Generaldirektor von Radio Televizioni Shqiptar, der öffentlich-rechtlichen Rundfunkanstalt Albaniens.
Nachdem Klosi nach Albanien zurückgekehrt war, engagierte er sich stark für die Zivilgesellschaft und als Journalist. In den letzten Jahren vor seinem Tod war er sehr aktiv als Umweltschützer, unterstützte zivilgesellschaftliche Rechtsfälle und setzte sich für das kulturelle Erbe ein. Er klärte zum Beispiel auf im Fall der Explosionskatastrophe in Gërdec, setzte sich für Küstenwälder ein und kämpfte gegen die Pläne der Regierung, die Pyramide von Tirana abzubrechen. Als Kämpfer für die Zivilgesellschaft und Gerechtigkeit wurde er selbst Ziel von heftigen Anfeindungen. Klosis Aktivitäten sind eng verbunden mit umfangreicher publizistischer Aktivität. Er führte auch den eigenen Verlag k&b.
Klosi wendete viel Zeit in Übersetzungen deutscher Literatur auf. Er übertrug Werke von Bertolt Brecht, Gottfried Benn, Heinrich Böll, Friedrich Dürrenmatt, Georg Büchner, Max Frisch, Ernest Gellner, Franz Kafka, Wilhelm Müller, François Pouqueville, Ingo Schulze und Mark Twain ins Albanische. Mit Wilfried Fiedler veröffentlichte er ein Wörterbuch. Für seine Übersetzungen wurde er mehrfach ausgezeichnet, so 2008 für die Übersetzung von Oliver Jens Schmitts Skanderbeg-Biographie, die eine große öffentliche Debatte ausgelöst hatte und in Albanien heftig kritisiert wurde. Durch seine Tätigkeiten – er war auch Vorsitzender der Deutsch-Albanischen Kulturgesellschaft Robert Schwartz – zählten ihn viele zu den wichtigsten Mittlern zwischen der deutschsprachigen und der albanischen Kultur.
Als Journalist schrieb Klosi ausgiebig über politische und gesellschaftliche Themen, wodurch er in Albanien zu einer wohlbekannten Person wurde. Er publizierte viel in der Zeitung Shekulli. Daneben war er auch wissenschaftlich tätig und publizierte Werke zur Balkanologie und Albanologie.
Klosi litt unter schweren Depressionen. Am 26. April 2012 tötete er sich in Tirana selbst.

## Würdigung
Der albanische Präsident Bamir Topi bezeichnete den Tod als „unersetzlichen Verlust für die Familie und die ganze albanische Gesellschaft, die heute mehr als je zuvor Intellektuelle mit unabhängigen und mutigen Stimmen brauche, die altruistische Ziele im Auftrag des albanischen Volks verfolgten“. Ministerpräsident Sali Berisha schrieb, dass die gelehrte Welt, die Publizisten und die albanische Zivilgesellschaft eine ihrer herausragendsten Persönlichkeiten verloren habe. Die Sozialistische Partei Albaniens drückte ihr Bedauern aus über den Verlust eines Mannes, den sie als guten Albaner mit einem erleuchteten Geist betrachte. Sie bedauerte einen großen Verlust für die Meinungsfreiheit in Albanien, für die Zivilgesellschaft und die zeitgenössische Kultur der Nation: „Ardian Klosi schöpfte mit seinem Beispiel als Intellektueller, der sich für Demokratie, soziale Gerechtigkeit und für ein zu schützendes Albanien einsetzte, einen kostbaren Wert für Albanien. Er wird als aktiver Bürger in Erinnerung bleiben, der sich gegen die Zerstörung der Umwelt einsetzte und der die Stimme unabhängiger Bürger hörbar machte.“
Klosi wurde auf dem öffentlichen Friedhof Sharra in einem Vorort von Tirana beerdigt.

„Wer Ardian Klosi als Freund erleben durfte, wird sich an lebhafte Diskussionen erinnern, mit einem Intellektuellen von europäischem Format. Wer mit ihm durch Albanien gereist ist, […] der begegnete nicht nur einem Kenner albanischer und südosteuropäischer Kultur, sondern einem Mann, der sein Land liebte. Diese Liebe wurde Ardian Klosi innerhalb Albaniens oftmals abgestritten […]. Klosi war jedoch einer der wenigen echten Kämpfer für eine albanische Zivilgesellschaft […].“

## Werk
- Refleksione, 1991, mit Edi Rama.
- Shqipëria zgjim i dhimbshëm (Albanien, ein schmerzvolles Erwachen), Tirana 1991.
- Quo vadis, Shqipëri? (Quo vadis, Albanien?), Tirana 1993.
- Albanisches Überleben, Fotos: Jutta Benzenberg. Otto Müller, Salzburg 1993, ISBN 978-3-7013-0853-8.
- Shqipëria ç’mund të jetë (Albanien, was mag es werden?), 1997.
- Wörterbuch Deutsch-Albanisch. Langenscheidt, Berlin, München 1997, ISBN 3-324-00251-6, mit Wilfried Fiedler.
- Netët pellazgjike të Karl Reinholdit: Tekste të vjetra shqipe të Greqisë (Die pelasgischen Nächte von Karl Reinhold: alte albanische Texte Griechenlands), Tirana 2005.
- Katastrofa e Gërdecit. Shkaqet, shkaktarët, viktimat. Tirana 2010, ISBN 978-99956-667-7-4
- Mbrojtja e sistemeve ujore të Shqipërisë së veriut = Protecting Water Resources of North Albania. Tirana 2011, ISBN 978-99956-840-0-6 (als Herausgeber)